# Лексозеро
Лексо́зеро (Лекша, Лекш-озеро, Льекса, Льекша, Ребольское) — озеро в Карелии на территории Ребольского и Лендерского сельских поселений в восточной части Муезерского района, относится к бассейну реки Лендерки.

## Общие сведения
Озеро располагается на северо-западе Западно-Карельской возвышенности, вытянуто с северо-запада на юго-восток, разделено на три плёса. Котловина ледниково-тектоническоко происхождения.
Берега возвышенные, каменистые, сильно изрезаны. Более 100 островов общей площадью 12,5 км². Крупнейшие острова: Киватсар, Гуселиншуари.
Питание смешанное с преобладанием снегового. Средняя амплитуда колебаний уровня составляет 0,6 м. Ледостав с ноября до мая.
В озеро впадают реки Колвас, Килькон, Пенинга, а также протоки из озёр Вожъярви, Торосозера, Шунно, Кюлюн-Перталампи, Мусталампи, Кевринлампи, Елисея и Нижней Пизамы, вытекает река Сула. Высшая водная растительность представлена тростником.
В озере обитают ряпушка, сиг, окунь, плотва, налим, щука.
На северо-западном берегу озера расположен посёлок Реболы.